# Алберт (филм)
„Алберт“ (на датски: Albert) е датска компютърна анимация от 2015 г. на режисьорката Карстън Килерих по неин сценарий, продуценти са Ким Магнуссон, Тиви Магнуссон и Андерс Мастръп, а музиката е композирана от Франс Бак и Бент Фабрик. Премиерата на филма е на 26 февруари 2015 г. в Дания.

## Актьорски състав
- Алфред Бере Ларсен – Алберт
- Оскар Диц – Егон
- Аста Нордби – Джумила
- Питър Желдър – Раполо, главатаря на крадците
- Томас Бо Ларсен – Гнал
- Алън Олсен – Тубе
- Бодил Йоргенсен – Тахира
- Кърт Равн – Леополд
- Ларс Рате – бащата на Алберт
- Вибек Анкьер – майката на Алберт

## В България
В България филмът излиза по кината на 14 юли 2024 г. от „Александра Филмс“.

### Нахсинхронен дублаж
| Роля          | Изпълнител                                                |
| ------------- | --------------------------------------------------------- |
| Алберт        | Ивайло Иванов-Играта                                      |
| Егон          | Калоян Димитров-Баллан                                    |
| Джумила       | Ирена Милянкова                                           |
| Рапало        | Искрен Пецов                                              |
| Крадци        | Цветелин Атанасов                                         |
| Крадци        | Илия Деведжиев                                            |
| Други гласове | Емилия Петкова Радинела Тотева Ивайло Петков Мартин Пашов |